# 제1군단 (미국)
제1(I)군단(I Corps)는 미국 육군의 군단으로 워싱턴주 루이스-맥코드 합동기지를 본부로 두고 있다. 미국 태평양 육군의 주요 부대 중 하나로 패스웨이 작전(Operation Pathways)을 포함하여 아시아 태평양 지역의 육군 부대를 관할한다.
제1차 세계 대전 프랑스에서 처음 활동하였으며 독일 제국의 주요 공세를 방어하고 독일로 진격하였다. 전후 해산하였다가 제2차 세계대전으로 다시 활동을 시작하여 남태평양에서 오스트레일리아 육군과 함께 뉴기니섬에서 일본 제국 육군을 축출하기 위해 휘하 사단을 지휘하였다. 또한 루손 전투의 중요 참여 부대 중 하나였으며 전후 일본 점령의 행정 업무를 수행하였다.
한국 전쟁 초기에 한반도에 전개하여 휴전까지 전투를 수행한 세 개의 군단 중 하나이다. 전후 20년 가까이 비무장 지대를 방비하기 위해 대한민국에 주둔하였다. 현재 1군단은 미국 태평양 육군의 하위 본부로 기능하며 이라크 전쟁과 항구적 자유 작전을 지원하였다.

## 역사

### 제1차 세계 대전
제1(I)군단은 제1차 세계 대전에 참전하기 위해 1918년 1월 15일 국군 소속 제1군단으로 창설되고 닷새 뒤, 1월 20일에 프랑스 보주주 뇌샤토에서 결성됨으로써 세상에 첫 모습을 드러냈다.
7월 18일부터 8월 7일까지 2차 마른 전투에 참가했다.
1919년 3월 25일 톤네레(Tonnerre)에서 해산하였다.

### 전간기
1927년 8월 15일 정규군 소속 제20(XX)군단 본부로 제정되었다.

### 제2차 세계 대전
1940년 사우스캐롤라이나주 콜롬비아에서 재결성되었다.
1942년 7월 6일, 로버트 L. 아이첼버거 소장이 제1군단장에 취임하였다.
일본이 항복하고 군정기 임무를 할당받았다. 항복한 지 3주가 지난 9월 19일에 제33보병사단을 배속받고 혼슈로 상륙하였다. 군단은 교토에 자리잡고 제8군을 상위 부대로 하여 통제받으며 점령군 임무를 수행하였다.
1948년에 들어서 규슈 지방의 제24보병사단, 주코쿠 지방와 간사이 지방의 제25보병사단를 거느렸다. 종전에 따른 군비 축소로 1950년 3월 28일에 해산하였다.

### 한국 전쟁
한국전쟁에서 제1(I)군단은 극동 사령관 더글러스 맥아더 장군이 요청한 3개 군단 중 하나로서 8월 2일에 노스캐롤라이나주 포트 브래그에서 재소집되었다. 존 B. 콜터 소장이 군단장에 취임하였고, 군단은 제4통신대대를 이끌고 8월 13일 낙동강 전투에 참가하기 위해 대구에 당도하였으나, 원래 기능을 활성화하기에는 시간이 부족하였다. 제8군 사령관 월튼 워커 중장은 콜터 소장을 잠시동안 제8군 부사령관으로 임명하여 잭슨 지대장으로서의 작전 지휘를 맡겼다.
9월 12일, 군단장의 성향에 따라 워커 중장은 콜터 소장은 제9(IX)군단장 프랭크 W. 밀번 소장과 직책을 교환하였고, 이틑 날 9월 14일에 군단은 제1기병사단, 남한 제1사단, 제27영국연방여단을 배속받고 낙동강 전선을 방어하였다.

### 냉전
6.25 전쟁의 정전 체결 이후에도 군단은 한반도에서 1953년 8월 28일부터 1971년 4월 2일까지 비무장 지대 동부 중간지점을 경비하였다. 닉슨 독트린에 의거하여 제7보병사단과 같이 미국 본토의 워싱턴주, 포트 루이스로 돌아가 그곳에서 해산하였다.
1981년 10월 1일, 포트 루이스에서 공식적으로 재소집되었다. 군단의 영향력이 점차 커져 캘리포니아주, 포트 오드의 제7보병사단과 알래스카 포트 리처드슨의 제172보병여단를 통제하게 되었다. 제172보병여단은 후에 1986년 4월 15일에 6보병사단, 1여단으로 지정되었다.

### 테러와의 전쟁
제18(XVIII)공수군단과 교대하여 2009년 4월 9일부터 이라크 다국적군단의 지휘를 맡았으며, 2010년 1월 1일에 이라크 다국적군단(MNC-I)과 이라크 다국적군(MNF-I), 이라크 다국적 안보전이사령부(MNSTC-I)가 합쳐져 미국 이라크 주둔군(USF-I)으로 통합되었다. 그 해 3월 14일에에 미국 본토로 귀환하였다.
휴식을 취한 뒤, 군단은 항구적 자유 작전-아프가니스탄에 참가하기 위해 아프가니스탄에 전개하여 1년간(2011년 7월 11일 ~ 2012년 7월 11일) 카불, 국제 안보 지원군 합동 사령부(IJC)의 본부 역할을 하였다. 군단장 스카파롯티 중장은 IJC 사령관이자, 미국 아프가니스탄 주둔군(USFOR)의 부사령관으로서의 임무를 수행하였다.

## 연습
제1군단은 대한민국 국군, 오스트레일리아 방위군, 일본 육상자위대과 정기적으로 야전 훈련 연습(FTX)를 하고 있다.
탈리스먼 세이버(Talisman Saber)
오스트레일리아 국방군과의 훈련.
야마사쿠라(Yama Sakura)
야마 사쿠라(やまさくら, Yama Sakura (YS)) 훈련은 매년 미국 태평양 육군이 주관하고 제1(I)군단과 육상자위대가 진행한다. 명칭의 유래는 문장 안에 그려진 상징물인 주일 육군의 후지산에서 "야마", 육상자위대의 상징인 벚꽃의 일본측 이름인 "사쿠라"에서 따왔다.
을지 프리덤 가디언(Ulchi Freedom Guardian)
한미연합군사령부가 주관한다. 제2차 한국 전쟁에 대비하여 태평양에 주둔하는 미국군이 먼저 한반도에 전개하여, 대한민국 육군과 함께 미국 본토에서 소집된 지원 전력이 한반도에 전개할 때까지 시간을 버는 방어 훈련이다.

## 산하 조직
육군부 장관의 명령에 따라 2010년부터 현재까지 제7보병사단의 본부만을 재소집되어 군단의 예하 부대를 행정 관리하고 있다.

미국 제1(I)군단의 2023년 전투서열

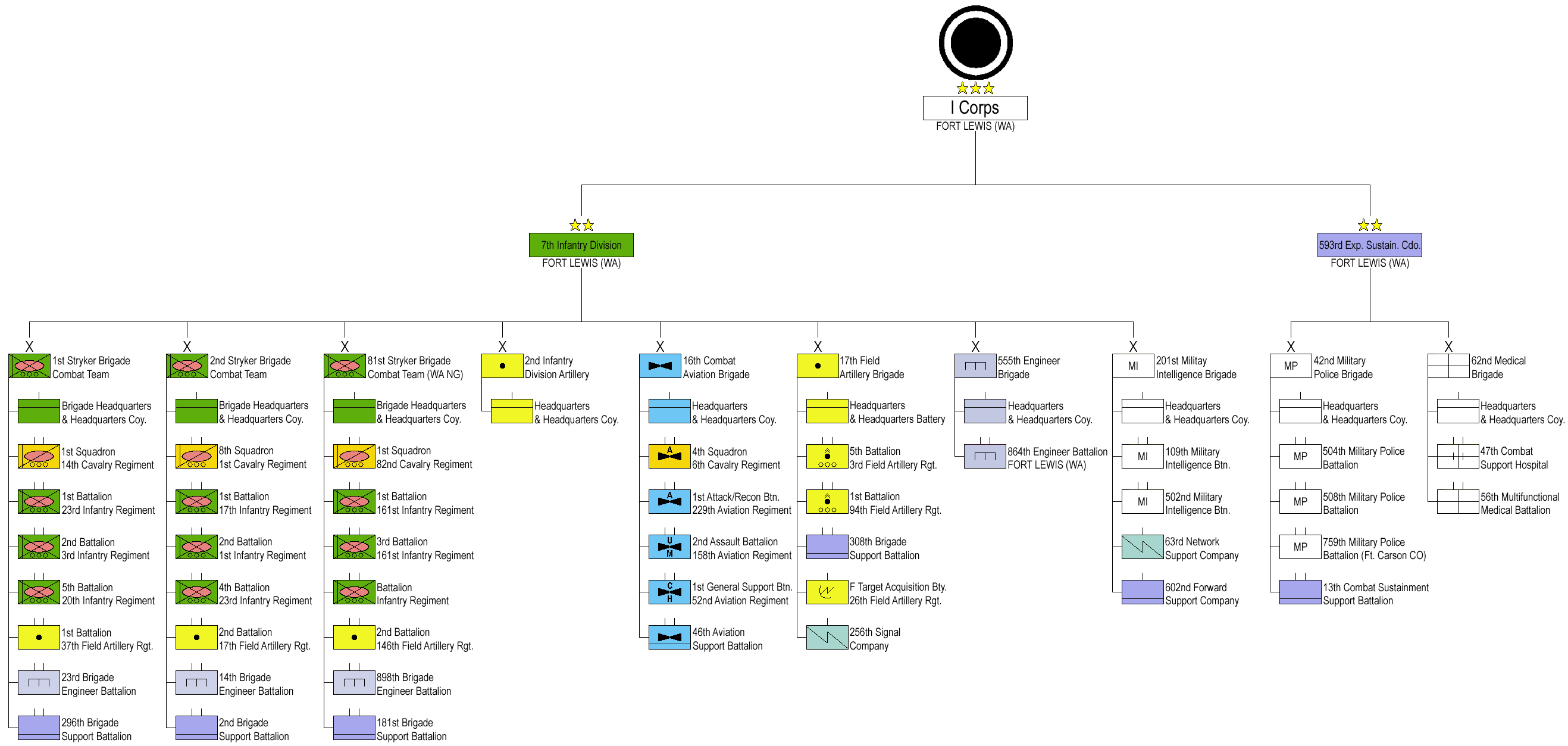
미국 제1(I)군단의 2019년 이전 편성도표

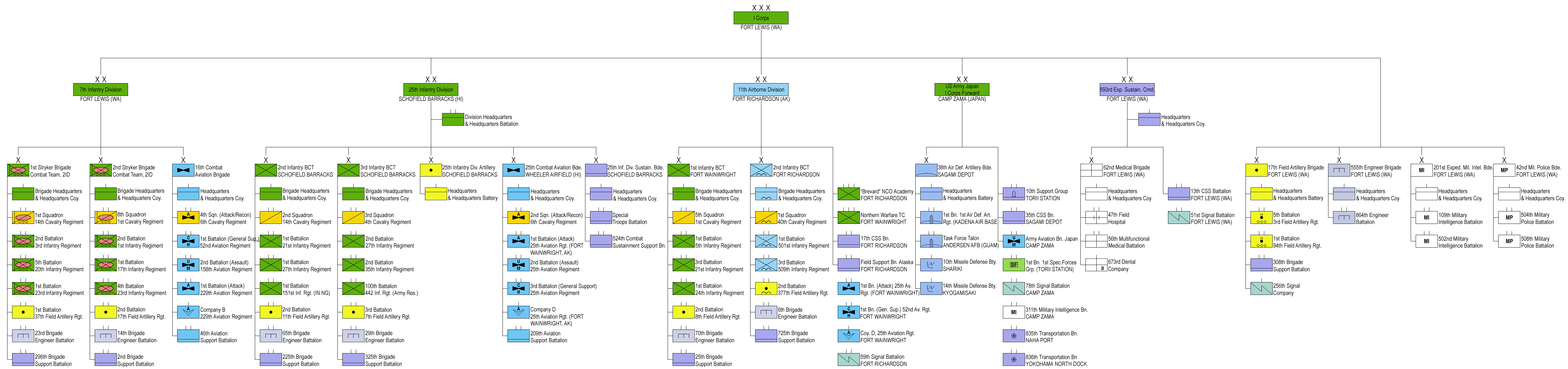
미국 제1(I)군단의 2019년도 편성도표

- 제1(I)군단 본부 및 본부대대
- 제7보병사단
- 제11공수사단
- 제25보병사단
- 제17야전포병여단
- 제22통신여단
- 제42군사경찰여단
- 제555공병여단
- 제201원정군사정보여단
- 주일 미국 육군/군단 전방본부
- 제593원정지원사령부

## 파트너쉽
인도-태평양 지역에서 미국의 중요한 협력국의 전력과 파트너쉽을 맺고, 위협으로부터 대비하기 위해 정기적으로 야전훈련연습을 하고 있다.
- 지상작전사령부
- 제1사단
- 육상총대
- 제1육군지역
- 북루손 사령부
- 육군 국가방위대
  -  제38보병사단 (인디애나 육군 국가방위대)
  -  제38보병사단 (캘리포니아 육군 국가방위대)
- 육군 예비군
  - 제351민사사령부
  - 제63대응사단

## 기록

### 소속
1. 제8군, 1945년
2. 미국 육군 전력사령부, 1981년 10월 1일

### 계보
- 1918년 1월 15일, Headquarters, I Army Corps
→정규군 제1(I)육군군단, 본부
- 1927년 8월 15일, Headquarters, I Corps
정규군에 배정됨.
→제20(XX)군단, 본부
- 1927년 10월 13일, Headquarters, I Corps
→제1(I)군단, 본부
- 1941년 1월 1일, Headquarters, I Army Corps
→제1(I)육군군단, 본부
- 1942년 8월 19일, Headquarters, I Corps
→제1(I)군단, 본부
- 1944년 6월 27일, Headquarters, I Corps; 동시에 제1(I)군단로 통합됨.
정규군에 배정됨.
→제1(I)군단, 본부
- 1967년 12월 1일, Headquarters and Headquarters Company, I Corps
→제1(I)군단, 본부 및 본부중대

### 전역
| 스트리머                            | 내역 |
| ----------------------------------- | --- |
| 제1차 세계 대전                     | - 1918년 프랑스 섬 - 샹파뉴-마른 - 엔 주-마른 - 1918년 샹파뉴 - 1918년 로렌 - 셍미하히 - 뫼즈-아르곤                                                                   |
| 제2차 세계 대전, 아시아-태평양 전구 | - 파푸아 - 뉴기니 - 루손 |
| 한국 전쟁                           | - UN 방어 - UN 공세 - CCF 개입 - 첫번째 UN 반격 - CCF 춘계 공세 - UN 하계-추계 공세 - 두번째 한국 동계 - 한국, 하계-추계 1952년 - 세번째 한국 동계 - 한국, 하계 1953년 |
| 테러와의 전쟁                       | |
| 아프가니스탄                        | 제3(III)차 통합 |
| 이라크                              | 이라크 주권 |

### 스트리머
| 스트리머                   | 내역                                                  | 참고                            |
| -------------------------- | ----------------------------------------------------- | ------------------------------- |
| 육군 미국 대통령 부대 표창 | 파푸아-뉴기니 전역, 1942년 7월 23일 ~ 1943년 1월 23일 |                                 |
| 필리핀 대통령 부대 표창    | 필리핀 전역 1944년 10월 17일 ~ 1945년 7월 4일         |                                 |
| 대한민국 대통령 부대 표창  | 한국 전쟁, 1950년 9월 12일 - 1953년 7월 14일          |                                 |
| 육군 우수부대표창          | 1999년 ~ 2000년                                       |                                 |
| 공훈부대표창               | 2004년 1월 17일 ~ 2005년 2월 15일                     |                                 |
| 공훈부대표창               | 이라크 전쟁, 2009년 4월 4일 ~ 2010년 3월 9일          | 미국 육군부 영구명령 제133-19호 |
| 공훈부대표창               | 아프가니스탄 전쟁, 2011년 6월 13일 ~ 2012년 6월 11일  | 미국 육군부 영구명령 제212-12호 |

## 같이 보기
- 미국의 제1군단장
- 제3군단 (미국)
- 제5군단 (미국)
- 제18공수군단

## 참고

### 인용
1. ↑  Ben Sclair (2010년 3월 11일). “I Corps HQ returns from Iraq Sunday” (영어). The Suburban Times. 2015년 9월 16일에 원본 문서에서 보존된 문서. 2014년 11월 24일에 확인함.
2. ↑  Rick Wood (2011년 6월 2일). “I Corps ready for challenges in Afghanistan” (영어). Northwest Guardian. 2014년 7월 21일에 확인함.
3. ↑  “日米共同指揮所演習ＹａｍａＳａｋｕｒａ５３（ＹＳ－５３）” (일본어). 일본 방위성. 2013년 2월 25일에 원본 문서에서 보존된 문서. 2014년 11월 30일에 확인함.
4. ↑  “Permanent order 133-19” (PDF). 《history.army.mil》 (영어) (Human Resouces Command). 2010년 5월 13일. 2014년 2월 24일에 원본 문서 (PDF)에서 보존된 문서. 2014년 11월 24일에 확인함.
5. ↑  “Permanent order 212-12” (PDF). 《history.army.mil》 (영어) (Human Resouces Command). 2012년 7월 30일. 2014년 2월 24일에 원본 문서 (PDF)에서 보존된 문서. 2014년 11월 24일에 확인함.

### 자료
- “Headquarters and Headquarters Company, I Corps”. 《history.army.mil》 (영어). 미국 육군 역사관. 2001년 9월 7일. 2017년 1월 24일에 확인함.
- “I Corps: Headquarters & Headquarters Company Lineage & Honors” (영어). 제1(I)군단 공사 사무국. 2014년 10월 8일에 원본 문서에서 보존된 문서. 2014년 10월 14일에 확인함.
- “Campaign Participation Credit” (영어). 제1(I)군단 공사 사무국. 2014년 10월 8일에 원본 문서에서 보존된 문서. 2014년 10월 14일에 확인함.
- “I Corps”. 《globalsecurity.org》 (영어). 2014년 11월 23일에 확인함.